# Rimske Toplice
Rimske Toplice is een plaats in Slovenië en maakt deel uit van de gemeente Laško in de NUTS-3-regio Savinjska. De plaats telde 824 inwoners op 1 januari 2020.
Rimske Terme is het bekendst van zijn Thermale bronnen en wellness centra. Vanuit de wijde omgeving komt men hier om gebruik te maken van de uitgebreide faciliteiten. In de Romeinse tijd was Rimske Toplice al een belangrijke omgeving voor het baden in mineraal water.